# Susanna Benda
Susanna Benda, geborene Marie Susanna Limbach (* 9. Oktober 1827 in Rudolstadt, Thüringen; † 3. Oktober 1912 in Houston, Texas, USA) war eine deutsche Schauspielerin und Sängerin, die nach 1852 als „Frau Benda“ auftrat.

Susanna Limbach 1836 Stadt-Theater Düsseldorf (mit Elberfeld)

Frau Benda, Herr Benda 1854 Stadt-Theater Düsseldorf

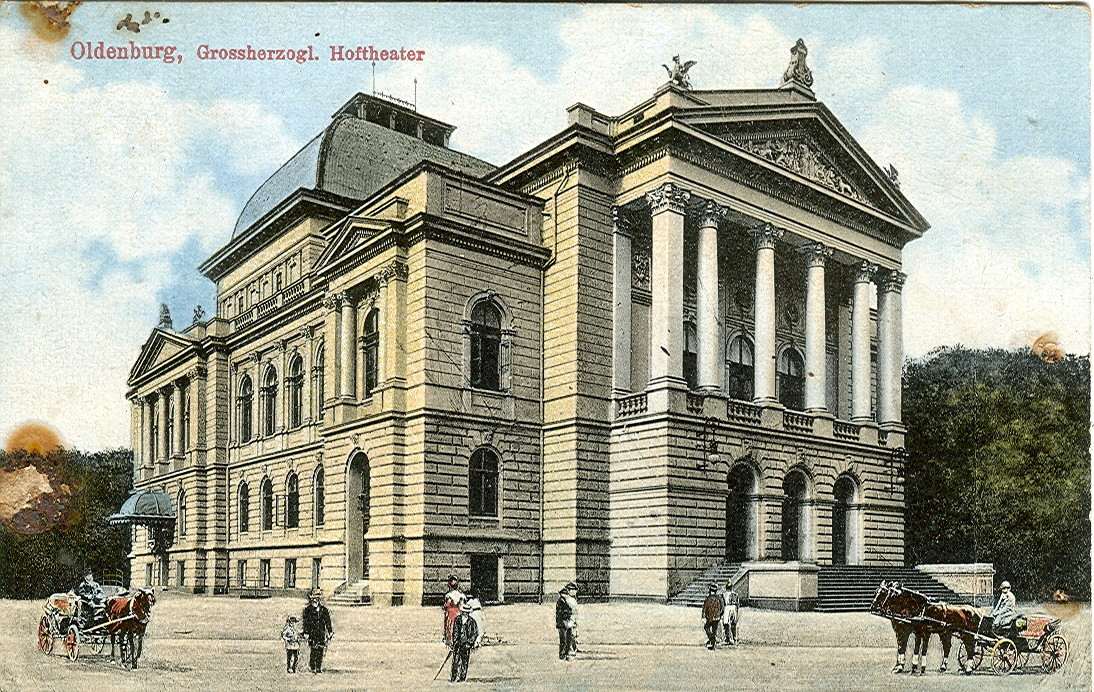
Hoftheater Oldenburg, erbaut 1842

## Leben
Susanna Limbachs Eltern, der Schauspieler Friedrich Heinrich Limbach und die Sängerin Mathilde Auguste Hildebrandt, gehörten anfangs wandernden Schauspielgesellschaften an; zum Geburtszeitpunkt der Tochter befanden sie sich in Rudolstadt. 1834 holte der Theaterdirektor und Schriftsteller Karl Immermann das Ehepaar an seine Musterbühne, das Stadttheater Düsseldorf, und auch Susanna Limbach ist hier für 1836 und 1837 nachweisbar. Ebenso wie ihre jüngeren Geschwister Luise, Marie und Anton (Kinderrollen) trat sie in Detmold im Hoftheater auf (1847 „zweite Liebhaberinnen und Soubretten“), 1848 in Oldenburg (Großherzoglichen Hoftheater), 1851 in Mainz. 1852 fand man sie in Memel und Posen gleichzeitig mit ihrem späteren Ehemann, dem Opernsänger Adolph Benda. Dessen Bühnenlaufbahn lässt sich anhand von Theater-Almanachen und Zeitungsmagazinen bis 1865 über Dessau, Danzig, Lübeck, Düsseldorf, Frankfurt, Magdeburg, Riga, Berlin, Stettin, Rostock bis Freiburg weiterverfolgen. Jedoch lässt sich Susanna als „Frau Benda“ gleichzeitig mit ihm nur in Düsseldorf (1853/1854) feststellen, in Oldenburg (1870/1871) als "Frau Susanne Benda, ältere Rollen und Chor", lediglich mit „Fritz Benda“ (Kinderrollen).
Am 27. Juni 1900 wanderte die verwitwete Susanna Benda zusammen mit Tochter Louise Benda-Baranyai (* 1854 in Düsseldorf, Sprach- und Musikpädagogin) sowie Enkeltochter Ilona B. Benda (* 1884, Journalistin und Autorin) von ihrem Wohnort Berlin über Hamburg mit HAPAG-Dampfer Belgravia in die USA aus.

## Bühnenrollen (Auswahl)
- Johann, Hofers Knabe in Andreas Hofer, der Sandwirth von Passeyer, Trauerspiel von Immermann
- Fritz in Bürgerlich und romantisch, Lustspiel von Bauernfeld
- Erste Brautjungfer in Der Freischütz, Oper von von Weber
- Molly Pitt in Martha oder Der Markt zu Richmond, Oper von  von Flotow
- Die Braut in Czar und Zimmermann, Oper von Lortzing
- Erste Ehrendame Margarethas in Die Hugenotten, Oper von Meyerbeer
- Margaretha Kurl, Kammerfrau, in Maria Stuart, Trauerspiel von Schiller
- Donna Fenisa in Donna Diana oder Stolz und Liebe, Oper von Moreto /West (=Joseph Schreyvogel)
- Hofdame in Robert der Teufel, Oper von Meyerbeer
- Jette in Eine Reise auf gemeinschaftliche Kosten, Komisches Gemälde von Angely
- Johanna in Hernani der Bandit oder Die Kaiserkrönung Carls V. Zu Aachen, Oper von Hugo/Verdi
- Marquisin von Mondecar in Don Carlos von Friedrich Schiller
- Frau von Pirau in Mutter und Sohn von Charlotte Birch-Pfeiffer
- Johanna in Die Valentine von Gustav Freytag
- Frau von Wachsweich in Zu ebener Erde und im ersten Stock oder Die Laune des Glücks von Johann Nestroy